# S.W.T. Lanham
Samuel Willis Tucker Lanham, född 4 juli 1846 i Spartanburg District i South Carolina, död 19 juli 1908 i Weatherford i Texas, var en amerikansk demokratisk politiker. Han var ledamot av USA:s representanthus 1883–1893 och 1897–1903. Han var guvernör i delstaten Texas 1903–1907. Han var far till politikern Fritz G. Lanham.

## Inbördeskriget
Lanham deltog i amerikanska inbördeskriget i sydstatsarmén och sårades i slaget vid Spotsylvania Court House.

## Politiker
Lanham gifte sig 4 september 1866 med Sarah Beona Meng. Efter juridikstudier inledde han 1869 sin karriär som advokat i Weatherford. Mellan 1871 och 1876 arbetade han som distriktsåklagare. I presidentvalet 1880 var han elektor för Winfield Scott Hancock. Lanham representerade Texas elfte distrikt i USA:s representanthus i tio år och bestämde sig sedan för att kandidera till guvernör. Han besegrades av Charles A. Culberson i demokraternas primärval inför guvernörsvalet 1894. Lanham representerade sedan Texas åttonde distrikt i representanthuset i sex år. Han vann guvernörsvalet 1902 med omval två år senare.